# 克利斯提·普優
克利斯提·普優（羅馬尼亞語：Cristi Puiu）是羅馬尼亞電影導演與編劇，被認為是羅馬尼亞電影新浪潮的代表導演之一。

## 生平
1991年，克利斯提·普優前往瑞士日內瓦視覺藝術高等學校（École Supérieure d'Arts Visuels）修習繪畫，但後來他轉至電影系，並於1996年畢業。返回羅馬尼亞後，2001年，他完成第一部劇情長片《無命錢》，這是一部低成本的公路電影，獲得國際上的好評，並進入坎城影展導演雙週單元，許多影評認為這部片是羅馬尼亞電影新浪潮的濫觴之作。
2005年，他的第二部劇情長片《拉札瑞斯古先生之死》，嘲諷羅馬尼亞醫療制度的腐敗，在第58屆坎城影展一種注目單元獲得最佳影片。
2010年，他的第三部長片《破曉時分》再度進入坎城影展一種注目單元；2016年，他以《失控的晚餐》首度進入第69屆坎城影展正式競賽單元。
2020年，他的第五部長片《馬爾姆克羅格莊園》入選第70屆柏林影展邂逅單元，並獲得最佳導演獎。

## 電影作品

### 劇情長片
- 2001年：《無命錢（羅馬尼亞語：Marfa și banii）》(Marfa şi banii)
- 2005年：《拉札瑞斯古先生之死》(Moartea domnului Lăzărescu)
- 2010年：《破曉時分（羅馬尼亞語：Aurora (film)）》(Aurora)
- 2016年：《失控的晚餐》(Sieranevada)
- 2020年：《馬爾姆克羅格莊園》(Malmkrog)
- 2023年：《2020》(MMXX)

## 外部連結
- 克利斯提·普優在互联网电影资料库（IMDb）上的資料（英文）